# Harry Callahan

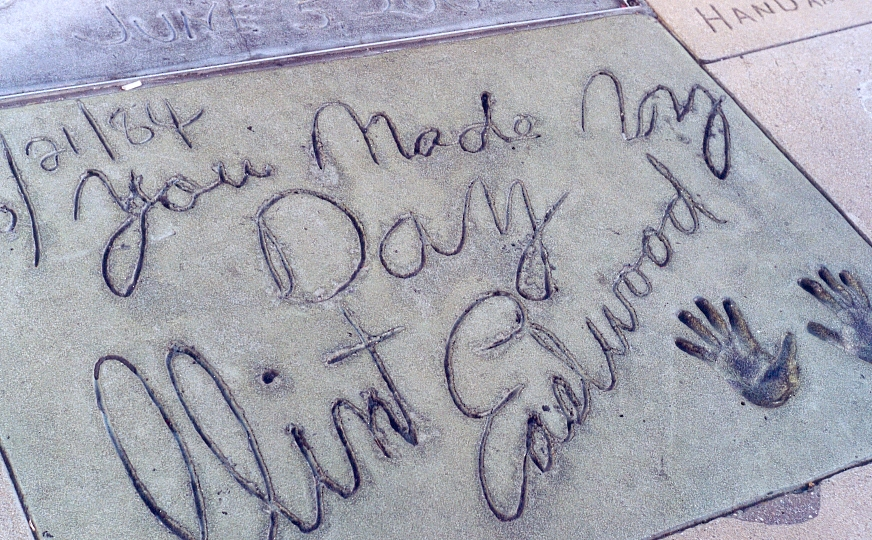
Autograf przed Teatrem Chińskim Graumana

Harry Callahan, pseudonim Brudny Harry – postać fikcyjna, bohater amerykańskiej serii pięciu filmów (1971–1988) i dodatkowych dwunastu powieści (1981–1983). We wszystkich filmach w postać wcielił się Clint Eastwood. Powieści zostały napisane przez autorów skrywających się pod pseudonimem Dane Hartman.

## Charakterystyka postaci
Harry Callahan jest funkcjonariuszem departamentu policji w San Francisco, w stopniu inspektora. Ma przydomek „Brudny Harry”, gdyż w swoich metodach działania przeciwko przestępcom stosuje twarde metody oraz ma skłonności do łamania policyjnego regulaminu. Sprzeciwia się zbiurokratyzowanym procedurom policji i sądów. Sięga po broń nawet w momentach najmniejszej konieczności i nie waha się strzelać, żeby zabić.
Na służbie posługuje się rewolwerem Smith and Wesson model 29, potocznie zwanym „Magnum 44". Określa go mianem najpotężniejszej broni krótkiej na świecie. W jednym z filmów, zapytany po co nosi taką „armatę”, gdy inni policjanci posługują się mniejszymi kalibrami broni, odpowiada, że „po to by móc trafić w to, co celuje, oraz że pociski mniejszego kalibru nie dziurawią każdej szyby samochodowej”.
Jest wdowcem. W pierwszym filmie z serii wspomina, że miał żonę, która zginęła w wypadku samochodowym (jak tłumaczył: pijak wbiegł jej prosto pod koła). W drugim filmie wdaje się w romans z sąsiadką, Azjatką o imieniu „Sunny”, która sama wręcz pcha mu się do łóżka. W czwartym filmie wdaje się w romans z Jennifer Spencer, malarką, która później okazuje się być faktyczną zabójczynią. W ostatnim filmie serii spotyka się, mimo początkowych niechęci, z zafascynowaną jego osobą dziennikarką telewizyjną Samanthą Walker, która na końcu prawie pada ofiarą poszukiwanego zabójcy.

## Partnerzy policyjni Harry’ego
Na przełomie wszystkich serii współpracował z kilkoma policjantami, w tym dwoma których postacie nie były ukazane, a jedynie wspomniane były ich nazwiska i losy:
- Dietrich – był wspomniany jedynie w pierwszym filmie serii. Przebywał on wówczas w szpitalu po postrzale. Jego dalszy los jest nieznany.
- Fanducci – pierwszy partner Harry’ego zabity na służbie w 1968 roku.
- Inspektor Frank DiGiorgio – przyjaciel i jeden z bliższych współpracowników Harry’ego. Pełnił rolę jego partnera okazyjnie. Jego postać pojawiła się w trzech pierwszych filmach z serii. W Strażniku prawa jeździ z Harrym w wozie patrolowym do momentu, aż ten drugi zostaje zdegradowany. W tym samym filmie, Podczas próby udaremnienia napadu na skład broni, zostaje dźgnięty nożem przez lidera grupy napastników. Umiera w szpitalu.
- Inspektor Chico Gonzalez (Brudny Harry) – partner Callahana w pierwszym filmie z serii, przydzielony mu do pomocy w rozwiązaniu sprawy „Skorpiona”. Z pochodzenia Meksykanin, absolwent socjologii oraz zawodnik boksu. Podczas akcji przekazania okupu poszukiwanemu zabójcy, wdaje się z nim w strzelaninę, w wyniku której zostaje ciężko ranny. Ratuje tym samym życie Harry’emu. Po tym zdarzeniu decyduje się na odejście z policji. W Sile magnum dowiadujemy się, że po odejściu ze służby Chico podjął pracę nauczyciela w college’u
- Inspektor Earlington „Early” Smith (Siła magnum) – Afroamerykanin. Współuczestniczy w śledztwie dotyczącym fali morderstw, dokonywanych na prominentach podziemia San Francisco. Ginie w wyniku wybuchu bomby ukrytej w skrzynce na listy pod jego domem.
- Inspektor Kate Moore (Strażnik prawa) – pierwsza kobieta partnerująca Harry’emu na służbie. Bardzo nadgorliwa, ale jednocześnie ambitna. Mimo początkowych trudności zdobywa sympatię Harry’ego. Zostaje zastrzelona z karabinu M16, wchodząc na linię ognia wystrzeloną w kierunku Callahana. Umiera mu na rękach.
- Inspektor Horace King (Nagłe zderzenie) – czarnoskóry policjant. Zostaje zabity przez głównego antagonistę, Mick’a. Harry znajduje jego ciało z poderżniętym gardłem w swoim pokoju hotelowym.
- Inspektor Al Quan (Pula śmierci) – Amerykanin chińskiego pochodzenia, doświadczony policjant, przenosi się z wydziału spraw gangów do wydziału zabójstw i zostaje przydzielony do pracy z Harrym. Pewny siebie, zna sztuki walki. Zostaje ranny w wyniku wybuchu bomby ukrytej w samochodziku – zabawce, która eksploduje pod samochodem patrolowym Harry’ego i Ala. Od śmierci uchroniła go kamizelka kuloodporna, którą nosił za radą Harry’ego.

## Filmy
- Brudny Harry (1971), reż. Don Siegel – Harry Callahan rozwiązuje sprawę snajpera „Skorpiona” terroryzującego San Francisco
- Siła magnum (1973), reż. Ted Post – Harry Callahan likwiduje tajną grupę (szwadron śmierci), która zabija przestępców i policjanta
- Strażnik prawa, również pod tytułem Egzekutor (1976), reż. James Fargo – Harry Callahan likwiduje bezwzględną grupę przestępczą The People’s Revolutionary Strike Force (PRSF)
- Nagłe zderzenie (1983), reż. Clint Eastwood – Harry Callahan odnajduje kobietę, która zabija mężczyzn, mszcząc się za gwałt
- Pula śmierci (1988), reż. Buddy Van Horn – Harry Callahan zajmuje się sprawą tajemniczych morderstw dokonywanych wśród członków ekipy filmowej